# Lijst van partners van koningen van Württemberg
De koningin van het Koninkrijk Württemberg was de vrouw van de koning van Württemberg. Deze titel bestond vanaf 1806 tot de afschaffing van het koninkrijk in 1918.

## Lijst
| Afbeelding | Naam                           | Vader                                         | Oorspronkelijk huis      | Vanaf | Tot  | Vrouw van |
| ---------- | ------------------------------ | --------------------------------------------- | ------------------------ | ----- | ---- | --------- |
|            | Charlotte van Hannover         | Koning George III van het Verenigd Koninkrijk | Hannover                 | 1806  | 1816 | Frederik  |
|            | Catharina Paulowna van Rusland | Tsaar Paul I van Rusland                      | Romanov-Holstein-Gottorp | 1816  | 1819 | Willem I  |
|            | Pauline van Württemberg        | Prins Lodewijk van Württemberg                | Württemberg              | 1820  | 1864 | Willem I  |
|            | Olga Nikolajevna van Rusland   | Tsaar Nicolaas I van Rusland                  | Romanov-Holstein-Gottorp | 1864  | 1891 | Karel     |
|            | Charlotte van Schaumburg-Lippe | Prins Willem Karel van Schaumburg-Lippe       | Schaumburg-Lippe         | 1891  | 1918 | Willem II |